# Escut de Montgat
L'escut oficial de Montgat té el següent blasonament:
Escut caironat: d'atzur, un mont de sable somat d'una torre oberta d'argent i sostingut sobre la superior de dues faixes ondades d'argent; el peu d'or amb quatre pals de gules. Per timbre, una corona de vila.

## Història
Va ser aprovat oficialment per la Direcció General d'Administració Local del Departament de Governació i Relacions Institucionals de la Generalitat de Catalunya el 12 de maig del 2011 i publicat al DOGC número 5.889 el 30 de maig del mateix any, i se'n va esmenar una errada en el blasonament segons es reflecteix al DOGC número 5.910 un mes més tard. El Ple de l'Ajuntament l'havia aprovat prèviament el 27 de gener del 2011.
S'hi representa la situació topogràfica de la població, amb la torre de defensa de Ca n'Alzina damunt el turó de Montgat, vora el mar. Els quatre pals recorden que la vila havia estat sota la jurisdicció dels comtes reis quan pertanyia al terme de Tiana.

Escut que feia servir abans l'Ajuntament

Anteriorment, l'Ajuntament havia fet servir des de feia temps un escut quadrilong de tipus francès d'or amb quatre pals de gules, i ressaltant sobre el tot un paisatge naturalístic que representava el turó de Montgat somat de l'antiga talaia, sobre un mar amb una barca de vela, tot en colors naturals; anava timbrat amb una corona de duc. L'any 1990 ja s'havia intentat adaptar l'escut municipal a les normes heràldiques vigents, però la proposta que el conseller heràldic de la Generalitat, Armand de Fluvià, va enviar a l'Ajuntament no va agradar ni als polítics ni als veïns de la localitat, que no se sentien representats pels símbols que apareixien al nou escut. La proposta desestimada es blasonava de la manera següent: «Escut caironat. D'atzur, un mont d'or movent de la punta acompanyat de dos forns de calç d'argent posats en faixa. Per timbre, una corona mural de poble.»